# Seminoles negres
Els semínoles negres són amerindis negres associats al poble seminola a Florida i Oklahoma. Són descendents d'africans lliures i alguns esclaus fugitius cimarrons i gullahs que escapaven de les plantacions costaneres d'arròs de Geòrgia i Carolina del Sud cap als erms de la Florida espanyola que ja es donava a la fi dels anys 1600. A principis de 1800, sovint formaven comunitats prop dels seminola. Històricament, els seminoles negres vivien en bandes; alguns foren esclaus d'alguns líders seminola, però van experimentar més llibertat que la societat blanca, incloent el dret de portar armes.
Avui, els descendents dels seminoles negres viuen comunitats rurals de la reserva de la Nació Seminola d'Oklahoma; dues bandes de lliberts tenen representació al Consell Genera lde la Nasció. Altres centres són Texas, Florida, a les Bahames i Mèxic del Nord. Des de la dècada de 1930, els lliberts seminoles han tingut problemes amb els cicles de l'exclusió de la Tribu Seminola d'Oklahoma. El 1990 la tribu va rebre la major part d'una sentència de 46 milions de dòlars en fideïcomís dels Estats Units per la confiscació de terres a la Florida en 1823, i els lliberts han treballat per rebre'n una part. El 2004 la Cort Suprema dels Estats Units va resoldre el que els lliberts seminoles no podia presentar una demanda sense la Nació Seminola d'Oklahoma, que es va negar a unir-se a ella en la reclamació. L'any 2000 la Nació Seminola va votar restringir la pertinença als que podien demostrar la descendència d'un indi seminola al Registres Dawes de principis del segle xx, que va excloure a uns 1.200 lliberts prèviament inclosos com a membres.

## Història
L'estratègia espanyola per defensar Florida estava basada, al principi, organitzant als indis indígenes en un sistema de missió que servien com a milícia per protegir la colònia d'incursions angleses pel nord. Però una combinació d'incursions per colones de Carolina del Sud i noves malalties europees a les quals els indis no estaven immunitzats va delmar la població natal de Florida. Després que els indis locals havien mort gairebé tots, les autoritats espanyoles van animar als indis renegats i esclaus fugitius de les colònies nord-americanes d'Anglaterra a immigrar al sud. Els espanyols esperaven que aquests enemics dels anglesos fossin una barrera eficaç en la retenció de l'expansió anglesa.
Ja a principis de 1689, els esclaus africans fugien de la Carolina del Sud a la Florida espanyola buscant la llibertat. Sota un edicte del Rei Carles II d'Espanya en 1693, els fugitius negres van rebre la llibertat a canvi de la defensa dels colons espanyols en Saint Augustine, Florida. Els espanyols van organitzar als voluntaris negres en una milícia; es van establir a Fort Mosé, fundat en 1738, i va ser la primera ciutat negra lliure legalment aprovada a Amèrica del Nord.
No tots els esclaus que fugien cap al sud es van enrolar en el servei militar a Saint Augustine. És probable que molts esclaus fugitius van buscar refugi en àrees verges de Florida del Nord on el seu coneixement sobre agricultura tropical i resistència a les malalties tropicals els anava millor. La major part dels negres que van explorar Florida eren gent gullah que es va escapar de les plantacions d'arròs a Carolina del Sud (i Geòrgia posteriorment). Com a gullahs, la major part havien conservat la seva llengua, cultura i estructura social africanes. Aquests pioners gullah van construir els seus propis assentaments basats en l'agricultura de blat de moro i arròs. Eren aliats dels indis que escapaven a la Florida per aquell temps. Florida havia estat un refugi per a esclaus fugitius durant almenys setanta anys quan va arribar la Guerra de la independència dels Estats Units. A Florida desenvoluparen el crioll afroseminola, que parlaven amb la creixent tribu seminola.
Després de la derrota dels francesos a la Guerra dels Set Anys, en 1763 els britànics van ocupar la Florida, en un intercanvi de territori amb els espanyols per les antigues terres franceses a l'oest del Mississipi. L'àrea encara era considerada un santuari per als esclaus fugitius nord-americans, ja que era lleugerament poblada. Molts esclaus es van refugiar a prop de creixent assentaments d'amerindis.
Una nova onada de negres que buscaven llibertat va aconseguir la Florida durant la Revolució nord-americana (1775–83). Diversos milers d'esclaus americans van consentir lluitar al costat dels anglesos a canvi de la llibertat i van ser anomenats negres lleials. (Florida estava sota el control britànic durant tot el conflicte). Durant la Revolució, els indis seminola també es van aliar amb els anglesos, així va augmentar el contacte entre els africans i seminoles. Ambdues comunitats es van trobar una altra vegada sota el bàndol anglès contra els EUA durant la Guerra de 1812, afermant llaços i guanyant-se la ira de l'heroi de guerra americà, el general Andrew Jackson.
Quan els africans i seminoles van començar a relacionar-se, els amerindis també acabaven d'arribar a Florida. La seva comunitat va evolucionar durant el final del S. XVIII i a principis del XIX quan onades de creeks van deixar l'actual Geòrgia i Alabama. Quan el naturalista americà William Bartram els va visitar en 1773, els seminoles tenien el seu propi nom tribal, que derivava de "cimarrón", la paraula espanyola per a fugitiu, la qual cosa va comportar el punt de ruptura de la tribu dels creeks. "Cimarrón" era també l'origen de la paraula anglesa maroon, usada per descriure les comunitats d'esclau fugitives de Florida, el Carib i altres parts del Nou Món.
Espanya havia donat terra a alguns amerindis creeks. Amb el temps els creeks es van unir a altres grups romanents d'amerindis del sud-est dels Estats Units, comm els miccosukee i els apalachicola, i formaren comunitats. La seva comunitat ha evolucionat durant els últims anys del segle xviii i principis del XIX en onades de creek que marxaren de Geòrgia i Alabama sota la pressió de la colonització blanca i de la Guerra Creek. Els seminoles es formaren així per un procés d'etnogènesi.

## Cultura

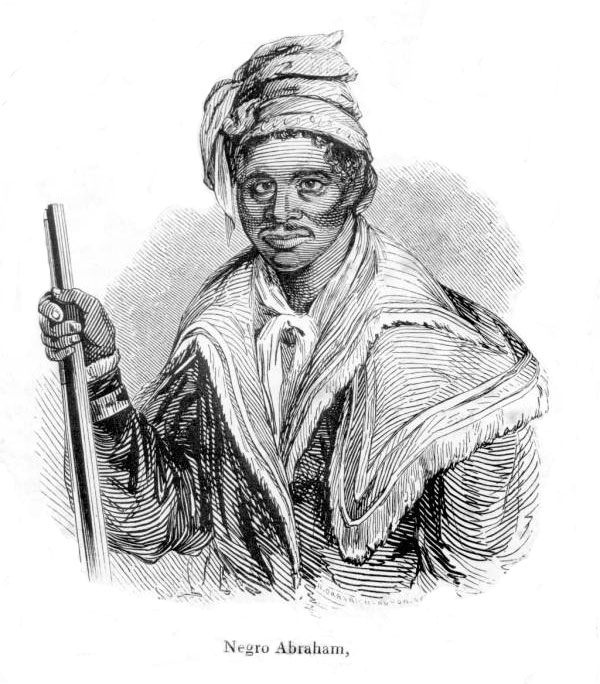
Abraham, un líder semínola negre, dels gravats de N. Orr publicar en 1848 a The Origin, Progress, and Conclusion of the Florida War per John T. Sprague.

La cultura seminola negra que va prendre forma després de 1800 era una mescla dinàmica d'africà, amerindi, espanyol i tradicions d'esclaus. En la tradició dels amerindis, els cimarrons negres vestien com els seminoles; menjaven koonti comprimit, una arrel local; i feien sofkee, una pasta creada triturant blat de moro amb un morter. L'arròs també formava part de la dieta dels seminoles negres traslladats a Oklahoma.
Inicialment vivien separats dels amerindis, però van desenvolupar la seva pròpia i única cultura afroamericana. Els seminoles negres es van inclinar cap a una forma de cristianisme sincrètic heretat de les seves vides en les plantacions. Certes pràctiques culturals, com el salt de l'escombra per celebrar el matrimoni, procedeix de les plantacions; altres costums, com els noms usats per a les ciutats dels negres, clarament es referien a Àfrica.
La llengua va mostrar la cultura inequívoca dels seminolas Negres. El crioll afroseminola va estar fortament relacionat amb els gullah, el dialecte de les Illes del Mar al llarg de la costa de Geòrgia i Carolina. Com el gullah, l'afroseminola era una llengua criolla que va incorporar paraules d'espanyol, anglès i muskogi, així com llengües bantu i altres llengües africanes.
Amb el temps, alguns seminoles i negres es van casar; però els historiadors i antropòlegs creuen que els seminoles negres tenien comunitats autònomes. Es van aliar amb el seminoles en temps de guerra. La societat seminola es va basar en un sistema de parentiu matrilineal, en què l'herència i ascendència passava per línia materna. Els nens pertanyien a clan de la mare. Mentre que els nens podrien integrar els costums d'ambdues cultures, el seminoles creien que pertanyen al grup de la mare més que el pare.
Els afroamericans tenien més d'un sistema patriarcal. Però, en virtut de l'adopció pel Sud del principi de partus sequitur ventrem, incorporat a la legislació l'esclavitud als estats, els fills de mares esclaves es consideraven nascut en l'esclavitud. Encara que la mare hagués escapat, els seus fills eren considerats legalment esclaus i fugitius, com ella. Com a resultat, els seminoles negres sempre es trobaven en risc pels caçadors d'esclaus.

## Relacions africano-seminoles
A principis del segle xix, els cimarrons (negres lliures i esclaus fugitius) i els seminoles tenien un contacte regular entre ells a Florida, on van desenvolupar un sistema de relacions úniques entre els amerindis dels Estats Units i negres. A canvi de pagar un tribut anual per bestiar i collites, els presos negres o els esclaus van trobar un santuari entre els seminoles. Aquests, per la seva banda, van adquirir a un aliat estratègic important en una regió escassament poblada. Al segle xx, els seminoles negres van ser anomenats "seminoles negres" pels seus enemics nord-americans blancs i estelusti (persoens negres), pels seus aliats indis.
Típicament, molts o la major part de membres de les comunitats seminoles negres no van ser identificats com a esclaus de caps indígenes individuals. Els seminoles negres no eren esclaus dels seminoles. Els seminoles negres vivien en les seves pròpies comunitats independents, escollien els seus propis caps i podien acumular riqueses en forma de bestiar i collites. El més important, és que portaven armes per a defensa pròpia. Els arxius de béns immobles de Florida mostren que els seminoles i seminoles negres van posseir grans quantitats de terra a Florida. En alguns casos, una part d'aquella terra de Florida encara està en mans de seminoles i descendents seminoles negres a Florida.

En condicions comparativament lliures, els seminoles negres van prosperar. El Tinent de l'Exèrcit estatunidenc George McCall va registrar les seves impressions d'una comunitat seminola negra en 1826: 
 Trobem aquests negres en possessió de grans camps de les millors terres, produint grans collites de blat de moro, mongetes, melons, carabasses, i altres verdures suculentes. Vaig veure, mentre cavalcava al llarg de les fronteres dels estanys, cultius d'arròs fi; al poble els pessebres estaven plens de blat de moro, mentre les cases eren més grans i més còmodes que aquelles dels indis mateixos.
Un cens de 1822 va estimar que 800 negres vivien amb els seminoles, constituint amb diferència la comunitat cimarró més gran en la història estatunidenca. Els assentaments dels seminoles negres estaven en general molt militaritzats, la qual cosa no era normalment la condició de la major part dels esclaus del sud dels Estats Units. La naturalesa militar de la relació africano-seminola va conduir al General Edmund Pendleton Gaines, que va visitar diversos assentaments de seminoles negres en els anys 1820, va descriure als americans africans com a "vassalls i aliats" dels seminoles.
En termes d'espiritualitat, els grups ètnics van romandre diferents. Els indis van seguir els principis de l'innatisme del seu Gran Esperit. Els negres tenien una forma de sincrètica del cristianisme heretat de les plantacions. En general, els negres mai van adoptar totalment la cultura i creences seminoles, tampoc van ser acceptats en la societat indígena. Els indis mai van considerar als seus aliats negres com a "Seminoles".
Molts dels negres parlaven gullah, una llengua criolla de base angloafricana. Això els va permetre comunicar-se millor amb els angloamericans que els seminola de parla muskogi o mikasuki. Els indis usaven els negres com a traductors per avançar en el seu comerç amb els britànics i altres tribus. Junts a Florida desenvoluparen el crioll afroseminola, identificat el 1978 com una llengua diferent pel lingüista Ian Hancock. Els lliberts seminoles negres van continuar parlant crioll afroseminola durant el segle xix a Oklahoma. Hancock va trobar que el 1978 alguns ancians seminoles negres i seminoles encara el parlaven a Oklahoma i a la Florida.

## Guerres Seminoles
Ja al temps de la Revolució, l'existència de comunitats negres armades a Florida era una de les preocupacions principals dels amos d'esclau americans. Els grans amos d'esclaus volien que se'ls retornessin els fugitius negres de Florida conforme al Tractat de Nova York (1790), el primer tractat ratificat després de l'adopció de la Constitució dels Estats Units d'Amèrica. El general Andrew Jackson va voler desvertebrar les comunitats cimarrons de Florida després de la Guerra de 1812, i en 1816 va atacar Fort Negre, una fortalesa seminola negra. El trencament de les comunitats cimarrons era un dels objectius principals de Jackson en les Primeres i següents Guerres Seminoles (1817–18).
Els esclaus i els seminoles negres freqüentment migraven per la península per escapar de Cap Florida cap a les Bahames. En la dècada de 1820 centenars fugiren després que els Estats Units va adquirir el territori a Espanya. Relats contemporanis recullen un grup de 120 que va emigrar el 1821, i un grup molt més gran de 300 afroamericans esclaus que escaparen en 1823, recollits pels bahamesos en 27 balandres i també en canoes. Van fundar un poble conegut com a Red Bays a Andros, on encara es practica la cistelleria i certes tradicions funeràries associades amb la tradició seminola negre. La construcció pels federals del Far de Cap Florida el 1825 va reduir el nombre d'esclaus fugits d'aquest lloc.
La Segona Guerra Seminola (1835–42) va marcar el màxim de la tensió entre els Estats Units i els seminoles negres i també el bec històric de l'aliança africana-seminola. Sota la política de la deportació, els EUA van voler traslladar al Territori Indi occidental els 4.000 seminola i una part dels seus 800 aliats seminoles negres. Durant l'any anterior a la guerra, els distingits ciutadans blancs van reclamar almenys 100 seminoles negres com a esclaus fugitius.
Tement la temptativa d'esclavitzar de nou els 100 i esperant temptatives d'esclavitzar de nou a més membres de la seva comunitat, els seminoles negres es van oposar al trasllat. En consells abans de la guerra, van donar el seu suport a la facció més militar dels seminoles, liderada per Osceola. Després d'esclatar la guerra, líders negres com John Caesar, Abraham, i John Horse van exercir papers fonamentals.
A més d'ajudar els indis en la seva lluita, els seminoles negres van confabular en la rebel·lió d'almenys 385 esclaus de plantació en el començament de la guerra. Els esclaus es van unir a indis i cimarrons en la destrucció de 21 plantacions de sucre des del 25 de desembre de 1835 fins a l'estiu 1836. Alguns erudits han descrit aquesta com la rebel·lió d'esclaus més gran en la història estatunidenca.
Cap a 1838, el General nord-americà Thomas Sydney Jesup va aconseguir dividir els guerrers negres i seminoles oferint la llibertat als negres si es rendien i van acordar el trasllat a Territori Indi. John Horse va ser un dels guerrers negres que es van rendir sota aquesta condició. A causa de l'oposició seminola, però, l'exèrcit no va complir plenament la seva oferta. Després de 1838, més de 500 seminoles negres viatjar amb els seminoles milers de quilòmetres cap al Territori Indi en l'actual Oklahoma; alguns van viatjar per vaixell a través del Golf de Mèxic i pel riu Mississipi. A causa de les dures condicions, molts d'ambdós pobles van morir al llarg d'aquesta ruta des de la Florida fins a Oklahoma, també conegut com a Camí de les Llàgrimes. La seva actuació va ser l'única emancipació atorgada pel govern als americans africans abans de la Proclamació d'Emancipació del President Abraham Lincoln en 1863.
L'estatut dels seminoles negres i esclaus fugitius es va pertorbar en gran manera després que van arribar a Territori Indi. El problema es va veure agreujat pel govern posant inicialment seminoles i negres sota l'administració de la Nació Muscogee (Creek), molts dels quals eren amos d'esclaus. El creeks va tractar de tornar a esclavitzar alguns dels esclaus negres fugitius. John Horse i altres van establir pobles, generalment prop dels assentaments seminoles, repetint el seu patró de Florida.

## A l'oest i Mèxic

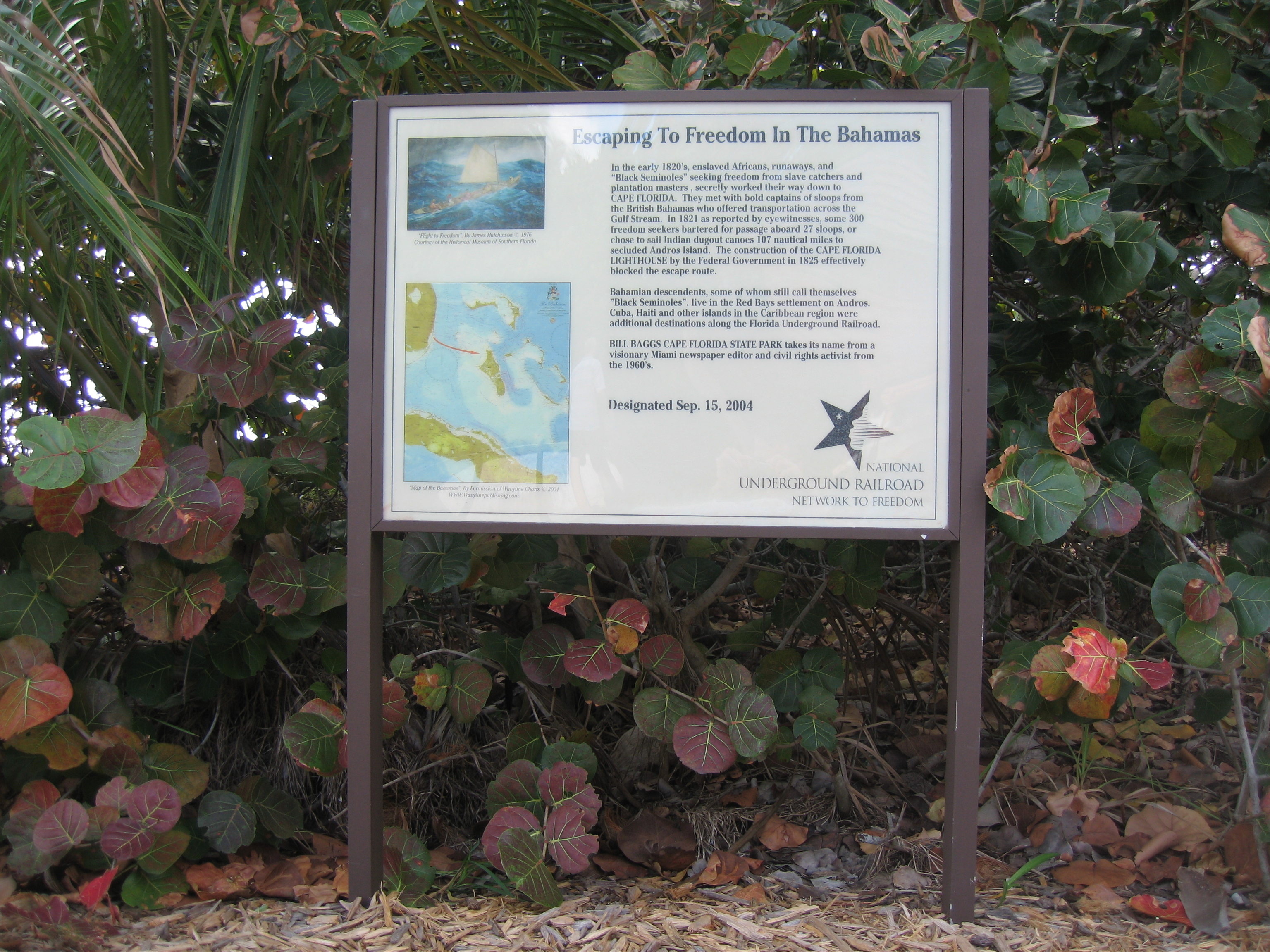
Senyal de la Xarxa del Camí a la Llibertat que commemora que centenars de seminoles negres que van escapar de Cap Florida en la dècada de 1820 a les Bahames.

Malgrat les promeses de l'Exèrcit nord-americans de llibertat per la seva ajuda, no obstant això, en l'Oest els seminoles negres encara eren amenaçats pels rastrejadors d'esclaus. Aquests incloïen membres a favor d'esclavitud com els creek i alguns antics aliats dels seminola, la lleialtat dels quals als negres va disminuir després de la guerra. Els oficials de l'exèrcit federal van poder haver tractat de protegir els seminoles negres, però en 1848 el Ministre de Justícia Nord-americana es va sotmetre a grups de pressió a favor d'esclavitud i va ordenar que l'exèrcit els desarmés. Això va deixar centenars de seminoles i seminoles negres incapaços de deixar l'assentament, ni defensar-se contra els negrers.

### Migració cap a Mèxic
Afrontant l'esclavitud, un líder seminola negre anomenat John Horse juntament amb aproximadament 180 més van organitzar una fugida en massa en 1849 de la Presó índia cap a Mèxic, on l'esclavitud havia estat abolida feia 20 anys. Els fugitius negres es van escapolir cap a la llibertat al juliol de 1850. Van cavalcar juntament amb una facció tradicionalista de seminoles a les ordres del cap indi Coacochee. El govern mexicà va donar la benvinguda als aliats dels seminoles com a guàrdies de frontera, i s'assentaren a Nacimiento, Coahuila.
Fins a 1861 els seminoles negres de Mèxic i Texas van tenir poc contacte amb els d'Oklahoma. Durant els següents 20 anys els semínoles negres van servir com a milicians i combatents indis a Mèxic, on se'ls va conèixer com "los mascogos" (de muskogee). Els negrers de Texas van seguir amenaçant a la comunitat. Les armes i els reforços de l'Exèrcit mexicà van permetre als guerrers negres defensar-se. Per la dècada de 1940 els descendents dels mascogos sumaven 400-500 a Nacimiento de los Negros, Coahuila, habitant terres adjacents a les de la tribu kickapoo. Tenien una comunitat agrícola pròspera. Per la dècada de 1990, la majoria dels descendents s'havien mudat a Texas.

### Territori indi/Oklahoma
Al llarg del període, diversos centenars de seminoles negres van romandre al Territori indi d'Oklahoma. Després de la Guerra Civil, els Estats Units van fer un tractat amb els seminoles i les altres Cinc Tribus Civilitzades en què els demanaven l'emancipació dels seusesclaus i l'extensió de drets de ciutadania en les tribus. A Oklahoma, els seminoles negres es coneixien com a lliberts seminoles. Actualment encara viuen al voltant de Wewoka, Oklahoma, tant la comunitat fundada per John Horse com l'assentament negre de 1849. Avui és la seu de la Nació Seminola d'Oklahoma.
Després de la Guerra Civil, alguns líders lliberts en territori indi practicaven la poligàmia, igual que els líders africans ètnics en altres comunitats de la diàspora. En 1900 hi havia uns 1.000 lliberts inscrits en la població de la Nació Seminola a Territori Indi, un terç del total. Pel temps dels Registres Dawes hi havia nombroses llars registrades encapçalades per dones. Els pobles de lliberts es componen de grans famílies, estretament connectades.
Després de la parcel·lació, "els lliberts, a diferència dels seus [indis] companys al registre de sang, se'ls va permetre vendre les seves terres sense esborrar la transacció a través de l'Oficina d'Afers Indis. Això va fer que els lliberts d'escassa educació fossin blancs fàcils dels colons blancs que migraren des del Deep South". Nombrosos lliberts seminoles van perdre les seves terres en les primeres dècades després de l'adjudicació, i alguns es van desplaçar a les zones urbanes. Altres marxaren de l'estat a causa de les seves condicions de segregació racial. Com a ciutadans nord-americans van estar exposats a les dures lleis racials d'Oklahoma.
Des de 1954, els lliberts s'han inclòs en la Constitució de la Nació Seminola d'Oklahoma. Tenen dues bandes, cadascuna representant més d'una ciutat i el nom dels líders de la banda del segle XIX: la banda Cesar Bruner cobreix les ciutats al sud del riu Little; la Dosar Barkus cobreix els diversos pobles situats al nord del riu. Cadascuna de les bandes elegeix dos representants al Consell General de la Nació Seminole.

### Comunitat de Texas
En 1870 l'Exèrcit dels Estats Units va convidar als seminoles negres de tornar de Mèxic per servir com a exploradors de l'exèrcit dels Estats Units. L'exploradors seminoles negres (originalment una unitat de negres malgrat el nom) van tenir un paper principal en les guerres índies de Texas de la dècada de 1870, quan tenien la base a Fort Clarke, la llar dels Buffalo Soldiers. Els exploradors es van fer famosos per les seves habilitats de rastreig i gestes de resistència. Quatre homes van ser guardonats amb el Medalla d'Honor, 3 per a una acció de 1875 contra els comanxes.
Després de la fi de les guerres índies de Texas, els exploradors van romandre estacionats a Fort Clark en Brackettville, Texas. L'Exèrcit va dissoldre la unitat en 1914. Els veterans i les seves famílies foren assentades als voltants de Brackettville, on escoltes i membres de la família van ser enterrats al seu cementiri. La ciutat segueix sent el centre espiritual dels seminoles negres de Texas. En 1981, descendents a Bracketville i membres de la comunitat de Little River a Oklahoma es trobaren per primer cop en un segle a Texas per a celebrar el Juneteenth.

## Florida i Bahames
Els descendents dels seminoles negres segueixen vivint a Florida avui. Es poden inscriure com a membres de la Tribu Seminola de Florida si compleixen amb els seus criteris de quàntum de sang: una quarta part d'ascendència seminola. Prop de 50 seminoles negres, tots els que tenen almenys una quarta part d'ascendència seminola, viuen a la reserva índia de Fort Pierce, un recinte de 50 acres cedit en 1995 pel Departament d'Interior a la tribu com la seva sisena reserva.
Descendents dels seminoles negres, que s'identifiquen com a bahamians, resideixen a l'illa Andros a les Bahames. Uns centenars de refugiats havien fugit a principis del segle xix des de Cap Florida per anar a les illes britàniques, conegut santuari dels esclaus americans. Després de prohibir el comerç internacional d'esclaus en 1808, en 1818 el Regne Unit va sostenir que els esclaus portats a les Bahames des de fora de les Índies Occidentals Britàniques serien manumesos. En 1834 la Gran Bretanya va abolir l'esclavitud a les colònies i les Bermudes. S'han referit de vegades com a "indis negres," en reconeixement de la seva història.

## Controvèrsia per l'exclusió dels lliberts seminola
En els anys 1990 i a principis de 2000, els seminoles lliberts d'Oklahoma van aparèixer en les notícies nacionals a causa d'una disputa legal amb la Nació Seminola d'Oklahoma sobre la seva afiliació i drets dins de la tribu. Els lliberts tractaven de guanyar l'accés a serveis proporcionats per una assignació de 56 milions de dòlars, una sentència judicial, concedida a la Nació Seminola a causa de la terra que els havien pres en el seu retir de Florida. La sentència basada en la tribu tal com estava en 1823, quan els seminoles negres no tenien drets de ciutadania, els lliberts seminoles van ser exclosos dels avantatges. En la disputa sobre la ciutadania, la controvèrsia també es va aixecar sobre la decisió de la tribu en 2000 per excloure a aquells que no tenia a un avantpassat indi en els Registres Dawes. Encara que els seminoles lliberts van recórrer contra la nació, no van tenir èxit als tribunals. El juny de 2004, la Cort Suprema Estatunidenca va rebutjar permetre que els lliberts seminoles demandessin al govern federal perquè els inclogués en l'assignació tret que ells poguessin obtenir el consentiment de la Nació Seminola.